# Meranoplus froggatti
Meranoplus froggatti é uma espécie de formiga do gênero Meranoplus, pertencente à subfamília Myrmicinae.